# كاستلاون
كَستِلَون (بالألمانية: Kastellaun) (نقحرة: كاستلاون)هي بلدة ألمانية تقع في ألمانيا في راينلند بالاتينات.  يقدر عدد سكانها بـ 5,180 نسمة .

## أعلام
- هينريتش زيمر